# Glabellula australis
Glabellula australis är en tvåvingeart som först beskrevs av Malloch 1924.  Glabellula australis ingår i släktet Glabellula och familjen svävflugor. Inga underarter finns listade i Catalogue of Life.